# Pizzoni
Pizzoni község (comune) Olaszország Calabria régiójában, Vibo Valentia megyében.

## Fekvése
A megye központi részén fekszik. Határai: Simbario, Sorianello, Soriano Calabro, Stefanaconi és Vazzano.

## Története
A települést valószínűleg a 9. században a szaracén portyázások elől menekülő tengerparti lakosok alapították. Középkori épületeinek nagy része az 1783-as calabriai földrengésben elpusztult. A 19. század elején vált önálló községgé, amikor a Nápolyi Királyságban felszámolták a feudalizmust.

## Népessége
A népesség számának alakulása:

## Főbb látnivalói
- San Nicola-templom
- Madonna del Rosario-templom